# Soile
Soile är ett vattendrag i Belgien.   Det ligger i regionen Vallonien, i den centrala delen av landet, 50 km sydost om huvudstaden Bryssel.
Trakten runt Soile består till största delen av jordbruksmark. Runt Soile är det ganska tätbefolkat, med 100 invånare per kvadratkilometer.